# Anna-Molly
Anna-Molly (wymawiane w utworze jako „anomaly” – z ang. anomalia) – główny singel promujący szósty album zespołu Incubus pt. Light Grenades. Singel wydano 20 września 2006 roku za pośrednictwem Sony Music Store, blisko miesiąc przed jego harmonogramową premierą. Wkrótce jednak, z nieznanych przyczyn, podjęto decyzję o wycofaniu go ze sklepów muzycznych.
Utwór zadebiutował na pozycji dziewiętnastej zestawienia Billboardu Modern Rock Tracks, a po dziesięciu tygodniach obecności nań osiągnął lokację szczytową, gdzie też utrzymywał się przez pięć kolejnych tygodni.

## Teledysk
Wideoklip do utworu dnia 26 września 2006 roku wyprodukowało i nakręciło Oil Factory Inc. Za lokację atelierową obrano suburbię Los Angeles Wilmington.
Główną rolę odegrała w nim aktorka Sasha Wexler, która wcieliła się w postać młodej kobiety, odnalezionej w parku, prawdopodobnie martwej.

## Zawartość singla
Brytyjskie wydanie singla
1. „Anna-Molly” (Album Version) – 3:46
2. „Anna-Molly” (Live at Edgefest 2006)
3. „Drive” (Live at Edgefest 2006)
4. „Love Hurts” (Acoustic)

## Pozycje na listach przebojów
| Rok  | Notowanie              | Pozycja |
| ---- | ---------------------- | ------- |
| 2006 | Billboard Hot 100      | 66      |
| 2006 | Modern Rock Tracks     | 1       |
| 2006 | Mainstream Rock Tracks | 4       |
| 2006 | Billboard Pop 100      | 81      |